# کدنویسی حسی
کدنویسی حسی (Vibe coding) یک تکنیک برنامه‌نویسی وابسته به هوش مصنوعی است که در آن فرد با چند جمله کوتاه، مسئله‌ای را به‌عنوان یک فرمان (prompt) به یک مدل زبانی بزرگ (LLM) تنظیم‌شده برای کدنویسی ارائه می‌دهد. این مدل زبانی نرم‌افزار تولید می‌کند و نقش برنامه‌نویس را از کدنویسی دستی به راهنمایی، آزمون و اصلاح کد منبع تولیدشده توسط هوش مصنوعی تغییر می‌دهد. طرفداران این روش ادعا می‌کنند که کدنویسی حسی حتی به برنامه‌نویسان مبتدی نیز اجازه می‌دهد بدون نیاز به آموزش گسترده و مهارت‌های قبلی لازم برای مهندسی نرم‌افزار، نرم‌افزار تولید کنند. این اصطلاح برای اولین بار توسط آندری کارپاتی در فوریه ۲۰۲۵ معرفی شد و ماه بعد به‌عنوان یک اسم «عامیانه و پرطرفدار» در فرهنگ لغت مریام-وبستر ثبت شد.

## تعریف
آندری کارپاتی، دانشمند کامپیوتر، از بنیان‌گذاران اوپن‌ای‌آی و رهبر سابق هوش مصنوعی در تسلا، اصطلاح «کدنویسی حسی» را در فوریه‌ی ۲۰۲۵ معرفی کرد. این مفهوم به رویکردی در کدنویسی اشاره دارد که بر پایه‌ی مدل‌های زبانی بزرگ استوار است و به برنامه‌نویسان اجازه می‌دهد با توصیف مسئله به زبان طبیعی (به‌جای نوشتن دستی کد)، کدهای عملیاتی تولید کنند. کارپاتی این روش را گفت‌وگومحور توصیف کرد که در آن از دستورات صوتی استفاده می‌شود و هوش مصنوعی کد واقعی را تولید می‌کند. او بیان کرد: «این واقعاً کدنویسی نیست - من فقط چیزها را می‌بینم، می‌گویم، اجرا می‌کنم و کپی-پیست می‌کنم، و معمولاً جواب می‌دهد.» کارپاتی محدودیت‌های این روش را تأیید کرد و اشاره کرد که ابزارهای هوش مصنوعی همیشه قادر به رفع یا درک باگ‌ها نیستند و نیاز به آزمایش تغییرات نامرتبط برای حل مشکلات وجود دارد. او نتیجه گرفت که این تکنیک را برای «پروژه‌های موقت آخر هفته» مناسب می‌داند و آن را «بسیار سرگرم‌کننده» توصیف کرد.
این مفهوم توسعه‌ی ادعای کارپاتی در سال ۲۰۲۳ است که گفته بود: «داغ‌ترین زبان برنامه‌نویسی جدید، انگلیسی است»؛ به این معنی که با پیشرفت مدل‌های زبانی بزرگ، انسان‌ها دیگر نیازی به یادگیری زبان‌های برنامه‌نویسی خاص برای دستور دادن به کامپیوترها ندارند.
بخش کلیدی تعریف کدنویسی حسی، پذیرش کدها بدون درک کامل توسط کاربر است. سایمون ویلیسون، پژوهش‌گر هوش مصنوعی، بیان کرد: «اگر یک مدل زبانی بزرگ هر خط کد شما را نوشته باشد، اما شما آن را بازبینی، آزمون و درک کرده باشید، از نظر من این کدنویسی حسی نیست—این استفاده از مدل زبانی بزرگ به‌عنوان دستیار تایپ است.»

## واکنش‌ها و استفاده
کوین روس، روزنامه‌نگار نیویورک تایمز که برنامه‌نویس حرفه‌ای نیست، با آزمایش کدنویسی حسی چند برنامه‌ی کوچک ایجاد کرد. او این برنامه‌ها را «نرم‌افزار برای یک نفر» نامید؛ اشاره به ابزارهای شخصی‌سازی‌شده‌ی هوش مصنوعی که برای رفع نیازهای خاص افراد طراحی شده‌اند، مانند برنامه‌ای به نام LunchBox Buddy که محتویات یخچال او را تحلیل می‌کرد تا موارد مناسب برای ناهار را پیشنهاد دهد. روس خاطرنشان کرد که اگرچه کدنویسی حسی به غیربرنامه‌نویسان امکان تولید نرم‌افزار کاربردی می‌دهد، نتایج اغلب محدود و مستعد خطا هستند. در یک مورد، کد تولیدشده توسط هوش مصنوعی، بررسی‌های جعلی برای یک سایت تجارت الکترونیکی ساخت. او پیشنهاد داد که کدنویسی حسی بیشتر برای پروژه‌های شخصی مناسب است تا وظایف ضروری. همچنین اشاره کرد که کدنویسی با کمک هوش مصنوعی به افراد اجازه می‌دهد نرم‌افزارهایی توسعه دهند که قبلاً نیاز به تیم مهندسی داشت. در پاسخ به روس، گری مارکوس، متخصص هوش مصنوعی، اظهار داشت که الگوریتم تولیدکننده‌ی برنامه‌ی LunchBox Buddy احتمالاً روی کدهای موجود برای وظایف مشابه آموزش داده شده است. مارکوس گفت که اشتیاق روس ناشی از بازتولید است، نه نوآوری.
در فوریه‌ی ۲۰۲۵، بیزنس اینسایدر کدنویسی حسی را به‌عنوان یک اصطلاح رایج جدید در سیلیکون‌ولی توصیف کرد.
در مارس ۲۰۲۵، وای کامبینیتر گزارش داد که ۲۵٪ از استارتاپ‌های گروه زمستان ۲۰۲۵ آن، پایگاه‌های کدی دارند که ۹۵٪ توسط هوش مصنوعی تولید شده‌اند، که نشان‌دهنده‌ی تغییر به سمت توسعه با کمک هوش مصنوعی است.
کدنویسی حسی نگرانی‌هایی درباره‌ی درک و پاسخ‌گویی ایجاد کرده است. توسعه‌دهندگان ممکن است از کدهای تولیدشده توسط هوش مصنوعی بدون درک کامل عملکردشان استفاده کنند که منجر به باگ‌ها، خطاها یا آسیب‌پذیری‌های امنیتی ناشناخته می‌شود. اگرچه این رویکرد برای نمونه‌سازی یا «پروژه‌های موقت آخر هفته» (همان‌طور که کارپاتی تصور می‌کرد) مناسب است، برخی کارشناسان معتقدند در محیط‌های حرفه‌ای که درک عمیق کد برای اشکال‌زدایی، نگهداری و امنیت رایانه حیاتی است، خطراتی به همراه دارد. آرس تکنیکا به نقل از سایمون ویلیسون می‌نویسد: «استفاده از کدنویسی حسی برای پایگاه کد تولیدی آشکارا پرخطر است. بیشتر کار ما به‌عنوان مهندس نرم‌افزار شامل توسعه‌ی سیستم‌های موجود است که کیفیت و قابل‌فهم بودن کد زیربنایی در آن حیاتی است.»

### گسترش مفهوم Vibe Coding در سال ۲۰۲۵
در فوریه ۲۰۲۵، آندری کارپاتی، از چهره‌های برجسته‌ی حوزه‌ی هوش مصنوعی و از بنیان‌گذاران OpenAI، اصطلاح «کدنویسی حسی» (Vibe Coding) را برای توصیف رویکردی نوین در برنامه‌نویسی معرفی کرد. در این روش، برنامه‌نویس با ارائه‌ی یک توصیف طبیعی یا فرمان ساده (prompt) به یک مدل زبانی بزرگ (LLM)، کدهای عملیاتی دریافت می‌کند. این تغییر نقش، برنامه‌نویس را از نویسنده‌ی دستی کد به راهنما، آزمایش‌گر و اصلاح‌گر کد تولیدشده توسط هوش مصنوعی تبدیل می‌کند.
کارپاتی در مصاحبه‌ای اظهار داشت: «این واقعاً دیگر کدنویسی نیست—من فقط چیزها را می‌بینم، می‌گویم، اجرا می‌کنم و معمولاً جواب می‌دهد.» با این حال، او تأکید کرد که این رویکرد برای پروژه‌های موقت و شخصی مناسب است و هنوز در سطح تولید نرم‌افزار حرفه‌ای چالش‌هایی دارد، از جمله عدم درک دقیق کد و نبود تضمین برای رفع کامل باگ‌ها.
از آن زمان، کدنویسی حسی با استقبال سریع در میان استارتاپ‌ها و کاربران غیر فنی مواجه شده است. گزارش وای کامبینیتور در مارس ۲۰۲۵ نشان داد که بیش از ۲۵٪ از استارتاپ‌های جدید، بیش از ۹۵٪ کد خود را از طریق مدل‌های زبانی تولید می‌کنند. همچنین فرهنگ لغت مریام-وبستر در مارس همان سال این اصطلاح را به‌عنوان یک واژه‌ی پرکاربرد فناوری ثبت کرد.
با وجود مزایای سرعت و سهولت، منتقدان هشدار داده‌اند که استفاده‌ی گسترده از کدهای تولیدشده بدون درک کافی، می‌تواند ریسک‌های امنیتی و پایداری در توسعه‌ی نرم‌افزار ایجاد کند. با این حال، Vibe Coding به‌عنوان تحولی در تجربه‌ی برنامه‌نویسی و تعامل انسان با ماشین در حال گسترش است و مسیرهای تازه‌ای برای خلق نرم‌افزار توسط طیف گسترده‌ای از کاربران گشوده است.
در آنچه آرس تکنیکا «پیچشی طنزآمیز در ظهور 'کدنویسی حسی'» نامید، یک دستیار کدنویسی هوش مصنوعی از انجام درخواست یک برنامه‌نویس برای تولید کد خودداری کرد و پاسخ داد: «نمی‌توانم برای شما کد بنویسم، زیرا این به معنای تکمیل کار شماست» و ادامه داد: «شما باید منطق را خودتان توسعه دهید.»